# Camiel Meiresonne
Camiel Meiresonne (Den Haag, 23 december 1992) is een Nederlands zanger, componist, tekstschrijver en muzikant. Hij is onder andere bekend van de groep Son Mieux.
Meiresonne werd geboren in het Haagse Zeeheldenkwartier als zoon van een remonstrantse predikant. Op zijn elfde begon hij met gitaarspelen en richtte samen met zijn broers een band op, All Missing Pieces, waarmee ze optraden op Noorderslag. 
In 2015 werd Son Mieux opgericht, aanvankelijk als soloproject.